# Токарівка (Первомайський район)
Токарі́вка — село в Україні, у Кривоозерській селищній громаді Первомайського району Миколаївської області. Населення становить 176 осіб.

## Історія
1946 у с. Токарівка на річці Південний Буг відновлено гідроелектростанцію, яка подавала світло у села Токарівка, Велика Мечетня та майстерню Великомечетнянської МТС.